# یالان‌کوز (توت)

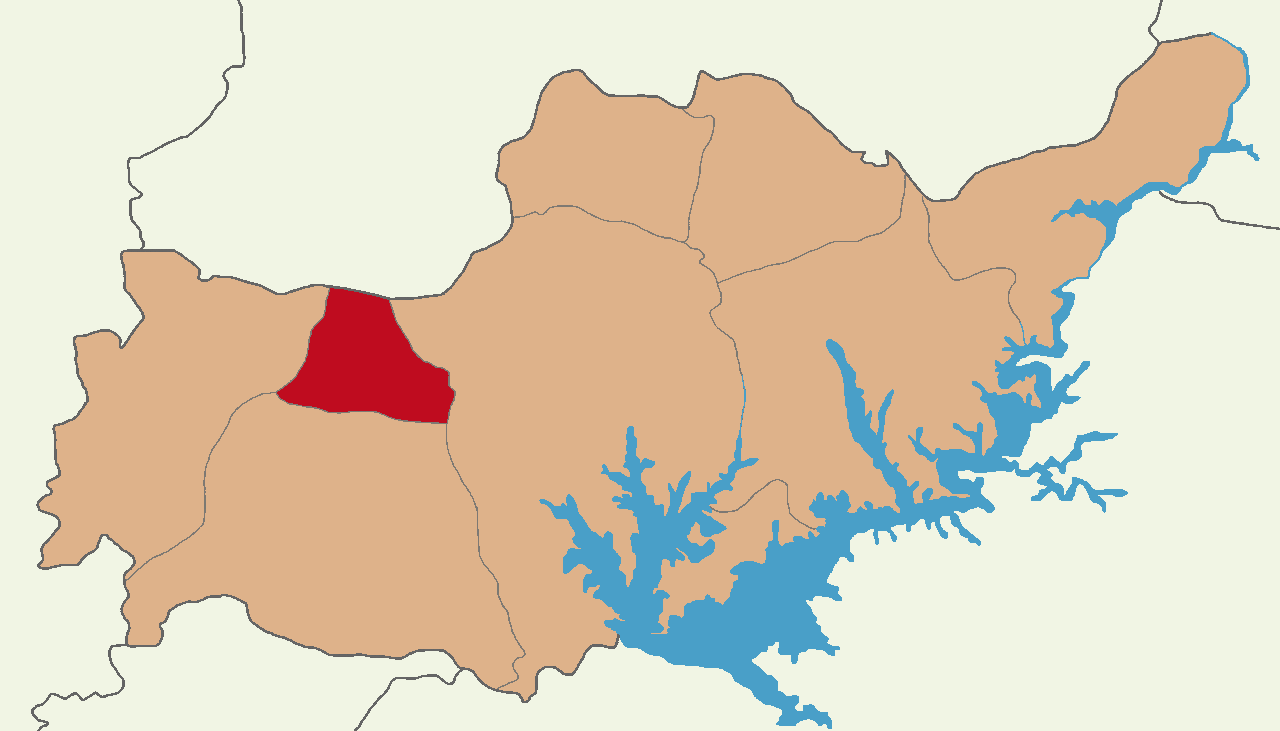

یالان‌کوز (به ترکی استانبولی: Yalankoz) (به کردی: Yalanqoz) یک منطقهٔ مسکونی در ترکیه است که در توت، ترکیه واقع شده‌است.